# Cuatro

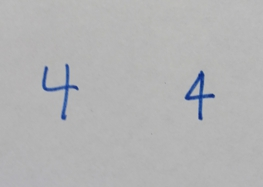
Dos formas del cuatro.

El cuatro (4) es el número natural que sigue al tres y precede al cinco.

## El 4 en las matemáticas

### Propiedades aritméticas y algebraicas
- El 4 es el primer número compuesto, siendo sus divisores  el 1, el 2 y él mismo. Como la suma de sus divisores propios es 3 < 4, se trata de un número defectivo y sublime. El siguiente número compuesto es el 6.
- El 4 es el tercer número natural que es cuadrado perfecto si se admite cero natural. El anterior es el 1 y el siguiente es el 9.
- 4 es el cuadrado de 2.
- Si se multiplica un número por 4 se obtiene el cuádruple del número inicial, y divide un número por 4 se obtiene un cuarto del número inicial.
- La diferencia de dos cuadrados perfectos de la misma paridad(i. ∄ ambos pares o ambos impares) es múltiplo  de cuatro.
- Si un número está formado exactamente por dos factores primos distintos, el número de divisores es cuatro.
- Un número escrito en el sistema binario (base 2) se puede pasar al sistema de numeración de base 4, sumando cada par de dígitos, de derecha a izquierda, el doble del primero más  el segundo. Sea 11011011(2. Sumando los pares 1, 1; 1,0; 0,1; 1,1; resulta: 2.1 +1; 2.1 +0; 2.0+1; 2.1+1, o sea 3123(4[2]
- El mismo procedimiento se realiza para pasar  un número, escrito en el sistema cuaternario, al sistema de numeración hexadecimal. Se separan en pares de derecha a izquierda, luego el cuádruplo del primero más el segundo. Por ejemplo 3212(4. El primer par 12 da 1×4+2 = 6, el segundo par 32 da 3×4+2 = 14 = e. Luego resulta e6(hx. Ambos en el sistema decimal resultan 230.
- Aparente conmutatividad: {\displaystyle 2^{4}=4^{2}=16.}
- Sólo hay dos tipos de grupos algebraicos de cuatro elementos: el grupo H = {0, 1, 2 3} restos de división entre 4, con la adición; y el grupo de Klein V = {1, p, q, pq}, en que cada elemento es inverso de sí mismo.
- Un número tetraédrico.
- Un número de pastel.
- Es un término de la sucesión de Padovan.

### Propiedades en geometría
- Un polígono de 4 lados es un cuadrilátero. Si no tiene dos lados paralelos se denomina trapezoide; si tiene dos lados paralelos se denomina trapecio; si tiene los lados paralelos dos a dos es un romboide y si los ángulos que se forman entre los lados son de 90° se denomina rectángulo; si tiene los cuatro lados de igual medida, llámase rombo.[3] Finalmente, el polígono regular de 4 lados recibe el nombre de cuadrado, que es a la vez rombo y rectángulo.
- Un poliedro de 4 caras es un tetraedro. Las caras del tetraedro regular son triángulos equiláteros. Dentro de un tetraedro regular se puede inscribir otro.
- El cuadrado tiene cuatro ejes de simetría: las dos diagonales y las dos rectas secantes que pasan por los puntos medios de cada par de  lados opuestos.
- Uno de los catetos de un triángulo de lados enteros mide cuatro unidades y forma la terna pitagórica (3,4;5).

## Astronomía
- Las órbitas de los 4 planetas del sistema solar que se encuentran dentro del cinturón de asteroides.
- Hay 4 planetas terrestres (o rocosos) en nuestro sistema solar: Mercurio, Venus, Tierra, Marte.
- Hay 4 planetas gigantes gaseosos del Sistema Solar: Júpiter, Saturno, Urano, Neptuno.
- El número romano IV (generalmente) representa el cuarto satélite-descubierto de un planeta o planeta menor (por ejemplo, Júpiter IV).
- Ciertas formas de escribir el 4 corresponden al signo astronómico de Júpiter:
- Objeto de Messier M4 es un cúmulo globular que se encuentra en la constelación de Scorpio.

## Biología
- El número de tipos de base nitrogenada en el ADN y el ARN es 4: adenina, guanina, citosina, timina (el uracilo en el ARN).
- El corazón de los mamíferos consta de 4 cámaras.
- El cuarto dedo de una mano humana (que en la mano izquierda es el dedo anular) se mueve cuando se mueve el dedo meñique.
- Hay 4 grupos sanguíneos humanos (A, B, O y AB).
- Los seres humanos tienen 4 muelas del juicio.

## Tecnología
- El código de identificación que se utilizan en el reciclado de identificar polietileno de baja densidad.
- La mayoría de muebles (mesas, sillas, roperos) tiene 4 patas.
- Los 4 colores de proceso (CMYK) se utilizan para imprimir.
- El amplio uso del rectángulo (con 4 ángulos y 4 lados), ya que tienen la forma de efectivo y capacidad de adyacencia cerca unos de otros (casas, habitaciones, mesas, ladrillos, hojas de papel, pantallas, marcos de película).
- Las tarjetas de crédito tienen desde 4 hasta 12 teclas de función.
- En la mayoría de los teléfonos, la tecla 4 se asocia con las letras G, H e I, pero en el teléfono BlackBerry es la clave para la D y F.
- En muchos teclado de computadoras, la tecla «4» también se puede usar el tipo con el signo dólar ($) si la tecla se mantiene presionada.
- Es el número de bit en una nibble, lo que equivale a la mitad de un byte.
- En el argot de Internet, el 4 puede sustituir a la palabra ‘para’ (ya que en inglés four (4) y for (‘para’) se pronuncian de manera similar). Por ejemplo, se puede escribir «4u» (four you) en lugar de ‘para ti’ (for you).

## Otras ciencias
- Un tetrámero es algo formado de 4 subunidades.
- Es el número atómico del berilio.

## El 4 en las religiones
- Tradicionalmente también son 4 los elementos: tierra, agua, aire y fuego.
- En la simbología cristiana el 4 tiene una cierta importancia:

- El Génesis (2:10-14) describe que en el Jardín del Edén nacen 4 ríos en dirección a los 4 puntos cardinales. Esos 4 ríos son: el Pisón (El Jaxartes Sri Daria), el Guijón (El Amu Daria), el Hiddekel (el Tigris), y el P’rat (el Éufrates).
- Hay 4 Evangelios canónicos cristianos, atribuidos a los cuatro evangelistas (Mateo, Marcos, Lucas y Juan).
- En el Apocalipsis (4:6-7) de Juan Evangelista se dice que eran 4 seres vivientes llenos de ojos por delante y por detrás:

1 semejante a un león.
2 Semejante a un toro.
3 Semejante a un hombre.
4 Semejante a un águila.
- En el mismo libro se habla de los Cuatro Jinetes del Apocalipsis: guerra, hambre, peste, muerte.

- En la religión budista hay Cuatro nobles verdades.
- En la cultura china, se considera al 4 (四, sì) como un número de mala suerte debido a su similitud fonética con la palabra que significa muerte (死, sǐ). Esta superstición (tetrafobia) se da también en la cultura japonesa donde se mantienen los vocablos chinos, con la pronunciación shi, como de palabras cultas. En Japón, por ejemplo, se considera mal presagio recibir un regalo compuesto de 4 partes o piezas.
- En el calendario japonés, basado en la religión budista, el día 4 de cada mes es considerado Butsumetsu (el día en el que murió Buda). Por ello es un día de malos presagios en el que se evita cualquier celebración o viaje. Hay que añadir que es un calendario lunisolar de "seis días" (rokuyō), por lo que cada seis días el Butsumetsu vuelve a repetirse.

## Música
- Cuatro, un instrumento musical de la familia de la guitarra.
  - Cuatro puertorriqueño, instrumento de cinco cuerdas.
  - Cuatro venezolano
- Cuatro (2002), álbum de Congelador.
- 4 (2011), álbum de Beyoncé.

## El 4 en la televisión
- Cuatro, canal generalista español, perteneciente a Mediaset España
- TVCuatro, televisora pública del estado de Guanajuato, México.

## El 4 en el transporte
- La mayoría de los vehículos, incluidos los vehículos de motor, y en particular coches / automóviles y vehículos comerciales ligeros con 4 ruedas de carretera.
- Quattro, que significa cuatro de la lengua italiana, es utilizado por Audi como una marca para indicar que la impulsión de cuatro ruedas (4WD) tecnologías se utilizan en los coches de Audi-marca. La palabra Quattro fue inicialmente utilizado por Audi en 1980 en su coupé 4WD original, el Audi Quattro. Audi también tiene una empresa subsidiaria de propiedad privada denominado quattro GmbH.
- La designación de la Interestatal 4, una autopista en Florida, el número más bajo no calificado asignado y firmado en el Sistema Interestatal de Carreteras de los Estados Unidos.

## En otros campos
- En el alfabeto fonético de la OTAN, el dígito 4 se llama fower.
- En astrología, Cáncer es el signo astrológico cuarto del Zodiaco.
- Arthur Conan Doyle escribió un libro titulado El signo de los cuatro.
- En el juego Tetris, cada forma están hecha de 4 bloques. También el juego lleva el nombre de tetra, que en idioma griego para 4.
- En el idioma inglés, cuatro es el único número con el mismo número de letras como su valor.
- El 4 pertenece a la serie de números (4, 8, 15, 16, 23 y 42) que aparecen en la serie estadounidense Perdidos (Lost).
- El 4 representa el número de jueces en la Corte Suprema de los Estados Unidos necesarios para otorgar un auto-avocación (es decir, de acuerdo a conocer del caso, es uno menos que el número necesario para hacer una decisión por mayoría).
- Número Cuatro/John Smith de la saga I Am Number Four de Pittacus Lore.
- Los cuatro viajes de Cristóbal Colón durante el descubrimiento del continente americano.

## Grupos de cuatro
- Cuatro reglas: suma, resta, multiplicación, división.
- Los elementos clásicos (fuego, aire, agua, tierra).
- Cada cuatro años hay uno bisiesto.
- Las cuatro estaciones: primavera, verano, otoño, invierno.
- Cuatro partes de un día: la mañana, mediodía, tarde y noche.
- Cuatro puntos cardinales: norte, sur, este, oeste.
- Cuatro temperamentos: sanguíneo, colérico, melancólico y flemático.
- Método de cuatro esquinas
- Cuatro juegos de cartas: corazones, diamantes, tréboles, picas.
- Cuatro naciones del Reino Unido: Inglaterra, Gales, Escocia, Irlanda del Norte.
- Cuatro haciendas: la política, la administración, la judicatura, el periodismo. Especialmente en la expresión «cuarto poder», lo que significa el periodismo.
- Cuatro Esquinas es el único lugar en los Estados Unidos, donde cuatro estados se unen en un solo punto: Colorado, Utah, Nuevo México y Arizona.
- Los Cuatro Fantásticos: Mr. Fantástico, la Mujer Invisible, la Antorcha Humana y la Cosa.
- La banda de rock The Beatles fueron conocidos como los Fab Four (los Fabulosos Cuatro): John Lennon, Ringo Starr, George Harrison y Paul McCartney.
- Banda de los Cuatro es una banda británica de post-punk rock formada en los años setenta.
- En un cuarteto de cuerdas clásico hay cuatro ejecutantes, generalmente dos violines, una viola y un violonchelo.
- Cuatro grupos de alimentos (productos cárnicos, productos lácteos, productos de granos, y frutas y hortalizas frescas). Este modelo está obsoleto.
- En los Estados Unidos y otros países el período completo en el cargo de presidente dura 4 años.
- Muchos eventos deportivos de importancia (la Copa Mundial de Fútbol, los Juegos Olímpicos, etc.), se realizan cada 4 años.
- Número Cuatro/John Smith de la saga I Am Number Four de Pittacus Lore
- Los cuatro jinetes del apocalipsis.

## Uso en español
Cuatro puede ser tanto sustantivo («el cuatro de copas») como adjetivo («cuatro libros»).
Como adjetivo numeral multiplicativo, la forma cuádruple es la más usual para ambos géneros: «premio cuádruple». Cuádruplo y cuádrupla son poco frecuentes.
Como numeral partitivo o fraccionario, se usa el adjetivo cuarta (como muchos otros partitivos, coincide con la forma del ordinal femenino) que siempre va acompañado de "parte": «tres cuartas partes de los votos».
Los prefijos cuadri-, cuatri-, cuadru- de origen latino, significan 'cuatro': «cuadrilátero», «cuatrimotor», «cuadrúpedo». También el prefijo tetra- de origen griego: «tetraedro».